# Edmond Guerrier
Pour les articles homonymes, voir Guerrier (homonymie).
Edmond Gasseau Choteau Le Guerrier (1840–1921) est un Amérindien métis d'ascendance française et cheyenne, survivant du massacre de Sand Creek de 1864. Il fut interprète du gouvernement américain au cours des guerres indiennes opposant les Cheyennes aux États-Unis, puis devint plus tard un rancher prospère.

## Biographie

### Enfance
Né le 16 janvier 1840 dans un camp cheyenne situé sur les bords de la Smoky Hill, sur le territoire de l'actuel Kansas, Edmond Guerrier est le fils de William Guerrier (en), Français né en 1812 à Saint-Louis dans le Missouri, et de Tah-tah-tois-neh (« Celle qui marche à vue »), Cheyenne de la tribu Wutapai du chef Little Rock. Son père, un temps employé chez un marchand de fourrures, William Bent de Bent's Fort, s'établit à son compte en 1848, en association avec Seth Edmund Ward, comme négociant autorisé dans la région des rivières Platte et Arkansas.
Edmond Guerrier perd sa mère en 1849, victime d'une épidémie de choléra. En 1851, il est inscrit dans une école catholique située dans l'actuelle ville de Saint-Marys au Kansas, et entre par la suite à l'université de Saint-Louis. À la mort de son père en 1857, Guerrier abandonne ses études et part rejoindre le peuple d'origine de sa mère, où il prend le nom de « Faucon à queue rouge ». Il frôle la mort en 1864, lors du massacre de Sand Creek.

### Guerres indiennes
Edmond Guerrier épouse vers 1865 la fille de  William Bent, Julia. Travaillant comme interprète pour le département de l'Intérieur, il participe à ce titre aux négociations du traité de Little Arkansas de 1865. Après un bref passage dans le commerce des armes comme représentant du marchand d'armes à feu David A. Butterfield, il est de nouveau engagé en tant qu'interprète par le département de la Guerre, et affecté au 7e régiment de cavalerie, où il joue un rôle crucial durant l'expédition de l'été 1867, dirigée par le général major Winfield S. Hancock. En août 1868, il vit de nouveau avec la tribu de Little Rock, à Buckner's Fork, sur la rivière Pawnee, quand surviennent les violents raids des guerriers indiens sur les campements de Blancs établis le long des rivières Saline et Solomon, au Kansas. Plus tard, son témoignage permettra aux militaires américains d'identifier les responsables des raids.
En octobre 1867, il participe en tant qu'interprète aux négociations du traité de Medicine Lodge. En 1869, il est de nouveau interprète militaire, rattaché au 5e régiment de cavalerie, commandé par le général major Eugene A. Carr. Par la suite, il s'établit à Camp Supply comme concessionnaire de la firme Lee and Reynolds. Il est de nouveau interprète pour le Département de l'intérieur en 1871 et 1884, assurant la traduction des délégations cheyennes à Washington.